# Handbol als Jocs Olímpics d'estiu de 2020
L'handbol és un dels esports que es disputaran als Jocs Olímpics d'Estiu de 2020, realitzats a la ciutat de Tòquio, Japó. Es disputaran dues proves d'handbol, una en categoria masculina i una altra en categoria femenina. Les proves es realitzaran entre el 24 de juliol i el 8 d'agost de 2021 al Gimnàs Nacional Yoyogi. Programats inicialment pel 2020, els Jocs es van ajornar per la pandèmia de COVID-19 fins al 2021.

## Calendari
| G | Fase de grups | ¼ | Quarts de final | ½ | Semifinals | B | 3r lloc | F | Final |

| Prova↓/Data →       | Ds 24 | Dg 25 | Dl 26 | Dm 27 | Dc 28 | Dj 29 | Dv 30 | Ds 31 | Dg 1 | Dl 2 | Dm 3 | Dc 4 | Dj 5 | Dv 6 | Ds 7 | Ds 7 | Dg 8 | Dg 8 |
| ------------------- | ----- | ----- | ----- | ----- | ----- | ----- | ----- | ----- | ---- | ---- | ---- | ---- | ---- | ---- | ---- | ---- | ---- | ---- |
| Categoria masculina | G     |       | G     |       | G     |       | G     |       | G    |      | ¼    |      | ½    |      | B    | F    |      |      |
| Categoria femenina  |       | G     |       | G     |       | G     |       | G     |      | G    |      | ¼    |      | ½    |      |      | B    | F    |

## Equips participants

### Equips masculins
| Qualificació                                      | Data                        | Amfitrió(ns)               | Places | Qualificat        |
| ------------------------------------------------- | --------------------------- | -------------------------- | ------ | ----------------- |
| Amfitrió                                          | N/D                         | N/D                        | 1      | Japó              |
| Campionat del món de 2019                         | 10–27 gener 2019            | Dinamarca · Alemanya       | 1      | Dinamarca         |
| Jocs Panamericans de 2019                         | 31 de juliol – 5 agost 2019 | Lima                       | 1      | Argentina         |
| Prova de classificació asiàtica AHF               | 17–26 octubre 2019          | Doha                       | 1      | Bahrain           |
| Campionat d'Europa de 2020                        | 10–26 gener de 2020         | Àustria · Noruega · Suècia | 1      | Espanya           |
| Campionat d'Africa de 2020                        | 16–26 gener 2020            | Tunísia                    | 1      | Egipte            |
| Torneigs de classificació olímpica de la IHF 2020 | 12–14 març 2021             | Podgorica                  | 2      | Brasil · Noruega  |
| Torneigs de classificació olímpica de la IHF 2020 | 12–14 març 2021             | Montpeller                 | 2      | França · Portugal |
| Torneigs de classificació olímpica de la IHF 2020 | 12–14 març 2021             | Berlín                     | 2      | Alemanya · Suècia |
| Total                                             |                             |                            | 12     |                   |

### Equips femenins
| Qualificació                                      | Data                           | Amfitrió(ns) | Places | Qualificat           |
| ------------------------------------------------- | ------------------------------ | ------------ | ------ | -------------------- |
| Amfitrió                                          | N/D                            | N/D          | 1      | Japó                 |
| Campionat d'Europa de 2018                        | 29 novembre – 16 desembre 2018 | França       | 1      | França               |
| Jocs Panamericans de 2019                         | 24–30 juliol 2019              | Lima         | 1      | Brasil               |
| Torneig de classificació asiàtic 2019             | 23–29 setembre 2019            | Chuzhou      | 1      | Corea del Sud        |
| Torneig africà de classificació 2019              | 26–29 setembre 2019            | Dakar        | 1      | Angola               |
| Campionat del món de 2019                         | 29 novembre – 15 desembre 2019 | Japó         | 1      | Països Baixos        |
| Torneigs de classificació olímpica de la IHF 2020 | 19–21 març 2021                | Llíria       | 2      | Espanya · Suècia     |
| Torneigs de classificació olímpica de la IHF 2020 | 19–21 març 2021                | Győr         | 2      | Hongria · ROC        |
| Torneigs de classificació olímpica de la IHF 2020 | 19–21 març 2021                | Podgorica    | 2      | Montenegro · Noruega |
| Total                                             |                                |              | 12     |                      |

## Competició masculina

### Fase de grups

#### Grup A
| Pos | Equip     | PJ | PG | PE | PP | GF  | GC  | DG  | Pts | Classificació             |
| --- | --------- | -- | -- | -- | -- | --- | --- | --- | --- | ------------------------- |
| 1   | França    | 5  | 4  | 0  | 1  | 162 | 148 | +14 | 8   | Avança a quarts de finals |
| 2   | Espanya   | 5  | 4  | 0  | 1  | 155 | 142 | +13 | 8   | Avança a quarts de finals |
| 3   | Alemanya  | 5  | 3  | 0  | 2  | 146 | 131 | +15 | 6   | Avança a quarts de finals |
| 4   | Noruega   | 5  | 3  | 0  | 2  | 136 | 132 | +4  | 6   | Avança a quarts de finals |
| 5   | Brasil    | 5  | 1  | 0  | 4  | 128 | 145 | −17 | 2   |                           |
| 6   | Argentina | 5  | 0  | 0  | 5  | 125 | 154 | −29 | 0   |                           |

1. ↑  França 36–31 Espanya
2. ↑  Alemanya 28–23 Noruega

#### Grup B
| Pos | Equip     | PJ | PG | PE | PP | GF  | GC  | DG  | Pts | Classificació             |
| --- | --------- | -- | -- | -- | -- | --- | --- | --- | --- | ------------------------- |
| 1   | Dinamarca | 5  | 4  | 0  | 1  | 174 | 139 | +35 | 8   | Avança a quarts de finals |
| 2   | Egipte    | 5  | 4  | 0  | 1  | 154 | 134 | +20 | 8   | Avança a quarts de finals |
| 3   | Suècia    | 5  | 4  | 0  | 1  | 144 | 142 | +2  | 8   | Avança a quarts de finals |
| 4   | Bahrain   | 5  | 1  | 0  | 4  | 129 | 149 | −20 | 2   | Avança a quarts de finals |
| 5   | Portugal  | 5  | 1  | 0  | 4  | 143 | 156 | −13 | 2   |                           |
| 6   | Japó (H)  | 5  | 1  | 0  | 4  | 146 | 170 | −24 | 2   |                           |

1. ↑  Dinamarca 2 Pts, +2 GD; Egipte 2 Pts, 0 GD, Suècia 2 Pts, −2 GD
2. ↑  Bahrain 2 Pts, +1 GD; Portugal 2 Pts, 0 GD, Japó 2 Pts, −1 GD

### Fase final
|  | Quarts de final | Quarts de final |           |    | Semifinals                     | Semifinals                     |  |  | Partit per la medalla d'or | Partit per la medalla d'or |
|  |                 |                 |           |    |                                |                                |  |  |                            |                            |
|  | 3 d'agost       |                 |           |    |                                |                                |  |  |                            |                            |
|  |                 |                 |           |    |                                |                                |  |  |                            |                            |
|  | França          | 42              |           |    |                                |                                |  |  |                            |                            |
|  | França          | 42              | 5 d'agost |    |                                |                                |  |  |                            |                            |
|  | Bahrain         | 28              |           |    |                                |                                |  |  |                            |                            |
|  | Bahrain         | 28              | França    | 27 |                                |                                |  |  |                            |                            |
|  | 3 d'agost       |                 | França    | 27 |                                |                                |  |  |                            |                            |
|  |                 | Egipte          | 23        |    |                                |                                |  |  |                            |                            |
|  | Alemanya        | Egipte          | 23        | 26 |                                |                                |  |  |                            |                            |
|  | Alemanya        |                 | 7 d'agost | 26 |                                |                                |  |  |                            |                            |
|  | Egipte          | 31              |           |    |                                |                                |  |  |                            |                            |
|  | Egipte          | 31              | França    | 25 |                                |                                |  |  |                            |                            |
|  | 3 d'agost       |                 | França    | 25 |                                |                                |  |  |                            |                            |
|  |                 | Dinamarca       | 23        |    |                                |                                |  |  |                            |                            |
|  | Suècia          | Dinamarca       | 23        | 33 |                                |                                |  |  |                            |                            |
|  | Suècia          | 5 d'agost       |           | 33 |                                |                                |  |  |                            |                            |
|  | Espanya         | 34              |           |    |                                |                                |  |  |                            |                            |
|  | Espanya         | 34              | Espanya   | 23 |                                |                                |  |  |                            |                            |
|  | 3 d'agost       |                 | Espanya   | 23 |                                |                                |  |  |                            |                            |
|  |                 | Dinamarca       | 27        |    | Parit per la medalla de bronze | Parit per la medalla de bronze |  |  |                            |                            |
|  | Dinamarca       | Dinamarca       | 27        | 31 | Parit per la medalla de bronze | Parit per la medalla de bronze |  |  |                            |                            |
|  | Dinamarca       |                 | 7 d'agost | 31 |                                |                                |  |  |                            |                            |
|  | Noruega         | 25              |           |    |                                |                                |  |  |                            |                            |
|  | Noruega         | 25              | Egipte    | 31 |                                |                                |  |  |                            |                            |
|  |                 |                 |           |    |                                |                                |  |  |                            |                            |
|  | Espanya         | 33              |           |    |                                |                                |  |  |                            |                            |
|  | Espanya         | 33              |           |    |                                |                                |  |  |                            |                            |

## Competició femenina

### Fase de grups

#### Grup A
| Pos | Equip         | PJ | PG | PE | PP | GF  | GC  | DG  | Pts | Classificació             |
| --- | ------------- | -- | -- | -- | -- | --- | --- | --- | --- | ------------------------- |
| 1   | Noruega       | 5  | 5  | 0  | 0  | 170 | 123 | +47 | 10  | Avança a quarts de finals |
| 2   | Països Baixos | 5  | 4  | 0  | 1  | 169 | 143 | +26 | 8   | Avança a quarts de finals |
| 3   | Montenegro    | 5  | 2  | 0  | 3  | 139 | 142 | −3  | 4   | Avança a quarts de finals |
| 4   | Corea del Sud | 5  | 1  | 1  | 3  | 147 | 165 | −18 | 3   | Avança a quarts de finals |
| 5   | Angola        | 5  | 1  | 1  | 3  | 130 | 156 | −26 | 3   |                           |
| 6   | Japó (H)      | 5  | 1  | 0  | 4  | 124 | 150 | −26 | 2   |                           |

1. ↑  Corea del Sud 31–31 Angola

#### Grup B
| Pos | Equip   | PJ | PG | PE | PP | GF  | GC  | DG  | Pts | Classificació             |
| --- | ------- | -- | -- | -- | -- | --- | --- | --- | --- | ------------------------- |
| 1   | Suècia  | 5  | 3  | 1  | 1  | 152 | 133 | +19 | 7   | Avança a quarts de finals |
| 2   | ROC     | 5  | 3  | 1  | 1  | 148 | 149 | −1  | 7   | Avança a quarts de finals |
| 3   | França  | 5  | 2  | 1  | 2  | 139 | 135 | +4  | 5   | Avança a quarts de finals |
| 4   | Hongria | 5  | 2  | 0  | 3  | 142 | 149 | −7  | 4   | Avança a quarts de finals |
| 5   | Espanya | 5  | 2  | 0  | 3  | 135 | 142 | −7  | 4   |                           |
| 6   | Brasil  | 5  | 1  | 1  | 3  | 133 | 141 | −8  | 3   |                           |

1. ↑  Suècia 36–24 ROC
2. ↑  Hongria 29–25 Espanya

### Fase final
|  | Quarts de final | Quarts de final |           |    | Semifinals                     | Semifinals                     |  |  | Partit per la medalla d'or | Partit per la medalla d'or |
|  |                 |                 |           |    |                                |                                |  |  |                            |                            |
|  | 4 d'agost       |                 |           |    |                                |                                |  |  |                            |                            |
|  |                 |                 |           |    |                                |                                |  |  |                            |                            |
|  | Noruega         | 26              |           |    |                                |                                |  |  |                            |                            |
|  | Noruega         | 26              | 6 d'agost |    |                                |                                |  |  |                            |                            |
|  | Hongria         | 22              |           |    |                                |                                |  |  |                            |                            |
|  | Hongria         | 22              | Noruega   | 26 |                                |                                |  |  |                            |                            |
|  | 4 d'agost       |                 | Noruega   | 26 |                                |                                |  |  |                            |                            |
|  |                 | ROC             | 27        |    |                                |                                |  |  |                            |                            |
|  | Montenegro      | ROC             | 27        | 26 |                                |                                |  |  |                            |                            |
|  | Montenegro      |                 | 8 d'agost | 26 |                                |                                |  |  |                            |                            |
|  | ROC             | 32              |           |    |                                |                                |  |  |                            |                            |
|  | ROC             | 32              | ROC       | 25 |                                |                                |  |  |                            |                            |
|  | 4 d'agost       |                 | ROC       | 25 |                                |                                |  |  |                            |                            |
|  |                 | França          | 30        |    |                                |                                |  |  |                            |                            |
|  | França          | França          | 30        | 32 |                                |                                |  |  |                            |                            |
|  | França          | 6 d'agost       |           | 32 |                                |                                |  |  |                            |                            |
|  | Països Baixos   | 22              |           |    |                                |                                |  |  |                            |                            |
|  | Països Baixos   | 22              | França    | 29 |                                |                                |  |  |                            |                            |
|  | 4 d'agost       |                 | França    | 29 |                                |                                |  |  |                            |                            |
|  |                 | Suècia          | 27        |    | Parit per la medalla de bronze | Parit per la medalla de bronze |  |  |                            |                            |
|  | Suècia          | Suècia          | 27        | 39 | Parit per la medalla de bronze | Parit per la medalla de bronze |  |  |                            |                            |
|  | Suècia          |                 | 8 d'agost | 39 |                                |                                |  |  |                            |                            |
|  | Corea del Sud   | 30              |           |    |                                |                                |  |  |                            |                            |
|  | Corea del Sud   | 30              | Noruega   | 36 |                                |                                |  |  |                            |                            |
|  |                 |                 |           |    |                                |                                |  |  |                            |                            |
|  | Suècia          | 19              |           |    |                                |                                |  |  |                            |                            |
|  | Suècia          | 19              |           |    |                                |                                |  |  |                            |                            |

## Resum de medalles
| Prova         | Or | Plata | Bronze |
| Homes detalls | FrançaLuc Abalo · Hugo Descat · Ludovic Fabregas · Yann Genty · Vincent Gérard · Michaël Guigou · Luka Karabatic · Nikola Karabatić · Romain Lagarde · Kentin Mahé · Dika Mem · Timothey N'Guessan · Valentin Porte · Nedim Remili · Melvyn Richardson · Nicolas Tournat                                                | DinamarcaLasse Andersson · Mathias Gidsel · Jóhan Hansen · Mikkel Hansen · Jacob Holm · Emil Jakobsen · Niklas Landin Jacobsen · Magnus Landin Jacobsen · Mads Mensah Larsen · Kevin Møller · Henrik Møllgaard · Morten Olsen · Magnus Saugstrup · Lasse Svan · Henrik Toft Hansen | EspanyaJulen Aguinagalde · Rodrigo Corrales · Alex Dujshebaev · Raúl Entrerríos · Ángel Fernández · Adrià Figueras · Antonio García Robledo · Aleix Gómez · Gedeón Guardiola · Eduardo Gurbindo · Jorge Maqueda · Viran Morros · Gonzalo Pérez de Vargas · Miguel Sánchez-Migallón · Daniel Sarmiento · Ferran Solé |
| Dones detalls | FrançaMéline Nocandy · Blandine Dancette · Pauline Coatanea · Chloé Valentini · Allison Pineau · Coralie Lassource · Grâce Zaadi Deuna · Amandine Leynaud · Kalidiatou Niakaté · Cléopatre Darleux · Océane Sercien-Ugolin · Laura Flippes · Béatrice Edwige · Pauletta Foppa · Estelle Nze Minko · Alexandra Lacrabère | ROCAnna Sedoykina Polina Kuznetsova Polina Gorshkova Daria Dmitrieva Anna Sen Anna Vyakhireva Polina Vedekhina Vladlena Bobrovnikova Kseniya Makeyeva Elena Mikhaylichenko Olga Fomina Ekaterina Ilina Yulia Managarova Antonina Skorobogatchenko Victoriya Kalinina               | NoruegaHenny Reistad · Veronica Kristiansen · Marit Malm Frafjord · Stine Skogrand · Nora Mørk · Stine Bredal Oftedal · Silje Solberg · Kari Brattset Dale · Katrine Lunde · Marit Røsberg Jacobsen · Camilla Herrem · Sanna Solberg-Isaksen · Kristine Breistøl · Marta Tomac · Vilde Johansen                     |

## Medaller
| Posició | País      | Or | Plata | Bronze | Total |
| 1       | França    | 2  | 0     | 0      | 2     |
| 2       | Dinamarca | 0  | 1     | 0      | 1     |
| 2       | ROC       | 0  | 1     | 0      | 1     |
| 5       | Noruega   | 0  | 0     | 1      | 1     |
| 5       | Espanya   | 0  | 0     | 1      | 1     |
| Total   | Total     | 2  | 2     | 2      | 6     |